# Adakplamé
Adakplamé (teilweise auch Adaplamè) ist ein Arrondissement im Departement Plateau in Benin. Es ist eine Verwaltungseinheit, die der Gerichtsbarkeit der Kommune Kétou untersteht.

## Demographie
Gemäß der Volkszählung von 2013 hatte Adakplamè 20.218 Einwohner, davon waren 9.944 männlich und 10.274 weiblich.

## Geographie
Das Arrondissement liegt als Teil des Departements Plateau im Südosten Benins.

## Verwaltung
Adakplamé setzt sich aus zehn Dörfern zusammen:
1. Adakplamè
2. Agonlin-Kpahou
3. Aguigadji
4. Dogo
5. Edènou
6. Ewè
7. Gbaka-Nanzè
8. Kinwo
9. Kozounvi
10. Ohizihan